# 기독교 민주주의

기독교 민주주의(基督敎民主主義)는 기독교 사회 교리에서 영감을 받아 현대 사회와 정치의 도전에 대응하는 이념이다.
기독교 민주주의는 주로 가톨릭 사회 교리에서 비롯되었고 신스콜라 철학에서도 영향을 받았으며, 신칼뱅주의 기독교 전통에서도 영향을 받았다. 이후 루터교와 오순절교회에서 지지기반을 확보했다. 세계 여러 지역의 기독교 교파 전통에서도 지지를 받았다. 19세기에는 주로 가톨릭과 민주주의를 화해시키고, 자본주의와 노동계급을 둘러싼 "사회문제"에 답하며, 교회와 국가 간의 긴장을 해소하는 데 관심을 기울였다. 20세기에는 기독교 민주주의자들이 전후 서유럽과 남유럽에서 현대 복지국가를 건설하고 유럽 연합을 구축하는 데 앞장섰다. 또한 20세기 후반과 21세기 초반에는 부패와 침체로 고통받는 구 공산국가들 사이에서 동유럽에서 기독교 민주주의가 지지를 얻었다.
유럽의 좌-우 정치 스펙트럼에서 기독교 민주주의는 정확히 규정하기 어려웠는데, 기독교 민주주의자들은 종종 자유주의 경제와 개인주의를 거부하고 국가 개입을 옹호하면서도 동시에 과도한 국가 개입에 맞서 사유재산권을 옹호했기 때문이다. 이는 기독교 민주주의가 역사적으로 경제적으로는 중도좌파, 많은 사회 문제와 도덕 문제에서는 중도우파로 여겨져 왔음을 의미한다. 최근에는 기독교 민주주의자들이 스스로를 중도우파로 자리매김하고 있으며, 유럽의 많은 기독교 민주주의 정당들이 소속된 유럽 국민당과 유럽 기독교 정당(European Christian Political Party)이 그러하다. 기독교 민주주의자들은 효과적인 사회 보장 시스템을 특징으로 하는 "약간 규제된 시장 경제"를 지지하며, 이는 사회적 시장경제를 의미한다.
전 세계적으로 많은 기독교 민주주의 정당들이 중도민주 인터내셔널의 회원이다. 주요 기독교 민주주의 정당의 예로는 독일 기독교민주연합, 네덜란드의 기독민주당, 스위스의 더 센터, 스페인의 국민당, 멕시코의 국민행동당, 오스트리아 국민당, 그리고 칠레 기독교민주당 등이 있다. 아메리카의 많은 기독교 민주주의 정당들은 미국 기독교 민주당 조직(Christian Democrat Organization of America)과 제휴하고 있다.
기독교 민주주의는 전 세계 다른 지역에도 존재하지만, 유럽과 라틴 아메리카에서 계속해서 영향력을 발휘하고 있다.

## 정치적 관점 개요
일반적으로 유럽의 기독교 민주주의 정당들은 온건하게 보수주의적이며, 여러 경우에 해당 국가의 주요 보수 정당을 형성한다(예: 독일, 스페인, 벨기에, 스위스). 그 예로는 스위스 기독교민주인민당, 기독교사회당, 스위스 복음인민당 및 연방민주연합이 있다. 대조적으로, 라틴 아메리카의 기독교 민주주의 정당들은 해당 국가에 따라 정치 스펙트럼에서의 위치가 다양하며, 칠레의 기독교민주당처럼 더 좌파적이거나, 멕시코의 국민행동당처럼 더 우파적이기도 하다. 제프리 K. 로버츠와 패트리샤 호그우드는 "기독교 민주주의는 더 넓은 도덕적, 기독교적 원칙의 틀 안에서 자유주의자, 보수주의자, 사회주의자들이 가지고 있던 많은 견해를 통합했다"고 언급했다.
기독교 민주주의자들은 일반적으로 사회보수주의적이며 일반적으로 낙태와 동성결혼에 대해 비교적 회의적인 입장을 취하지만, 일부 기독교 민주주의 정당들은 둘 다 제한적으로 합법화하는 것을 받아들였다. 그들은 사형과 조력자살에 대한 반대와 관련하여 일관된 생명 윤리를 옹호한다. 기독교 민주주의자들은 또한 약물 금지를 지지해 왔다. 기독교 민주주의 정당들은 종종 보다 자유주의적이거나 세속적인 입장을 취하기보다는 자국의 기독교 유산을 주장하고 기독교 윤리를 명시적으로 확인하는 경향이 있다. 동시에 기독교 민주주의 정당들은 종교적 자유를 옹호한다. 기독교 민주주의는 "공산주의 국가의 정부의 무신론에 맞서 종교적 수준에서 달성된 에큐메니컬 연합"을 육성한다.
기독교 민주주의자들의 견해는 전통적인 도덕적 가치(결혼, 낙태, 약물 금지 등)를 포함하며, 세속화 반대, 국가 무신론 반대, 사회의 진화적(혁명적이지 않은) 발전 견해, 법과 질서 강조, 그리고 공산주의 거부를 포함한다. 기독교 민주주의자들은 변화에 개방적이며(예를 들어 사회 구조의 변화), 반드시 사회적 현상 유지를 지지하는 것은 아니며, 인권과 개인의 주도권을 강조한다. 세속주의를 거부하고 개인이 공동체의 일부이며 공동체에 대한 의무를 가지고 있다는 사실을 강조한다. 기독교 민주주의자들은 사회의 다양한 부문(교육, 가족, 경제, 국가 등)이 각자의 영역에 대한 자율성과 책임을 가지고 있다고 주장하는데, 이를 영역 주권이라는 개념으로 알려져 있다. 한 영역이 다른 사회적 실체의 의무를 지시해서는 안 된다. 예를 들어, 국가 영역은 자녀 양육에 간섭하는 것이 허용되지 않는데, 이는 가족 영역에 속하는 역할이다. 정부 영역 내에서 기독교 민주주의자들은 민간 문제가 상위 수준에서 검토되기 전에 가장 낮은 정부 수준에서 먼저 다루어져야 한다고 주장하는데, 이를 보충성의 원리라는 교리로 알려져 있다. 영역 주권과 보충성의 원리 개념은 기독교 민주주의 정치 이념의 초석으로 간주된다.
기독교 민주주의자들은 공동체, 사회 정의, 연대를 강조하며, 복지국가, 노동조합, 그리고 시장 세력 규제에 대한 지지를 동반한다. 대부분의 유럽 기독교 민주주의자들은 계급투쟁의 개념을 거부하고 대신 공동결정제를 선호하는 반면, 미국 기독교 민주주의자들은 분배주의 경제 체제를 지지하며, 특히 생산수단의 광범위한 분배, 특히 노동자 소유(직장 민주주의) 및 생산에 대한 경영(노동자 자주 경영) 확대를 지지한다.
기독교 민주주의 복지국가는 가정을 지원하는 것을 목표로 하며, 종종 국가의 지원을 받아 사회 서비스와 사회 보험을 제공하기 위해 중간 기관에 의존한다.
기독교 민주주의자들은 인간이 미래 세대의 생명을 위해 지구를 보호해야 한다는 생각을 지지하는 청지기직 원칙을 지지한다. 기독교 민주주의자들은 또한 이민에 대해 화해적인 견해를 갖는 경향이 있다.

## 정치 철학
기독교 민주주의의 주도적인 사상가로 모든 기독교 민주주의자들에게 인정받는 단일 저자는 없지만, 자크 마리탱이 가장 근접하다. 따라서 영향력 면에서 그는 자유주의에 대한 존 로크, 보수주의에 대한 에드먼드 버크, 또는 사회주의에 대한 카를 마르크스와는 결코 같지 않다. 기독교 민주주의 이념을 형성하는 데 중요한 다른 저자들로는 교황 레오 13세, 교황 비오 11세, 에마뉘엘 무니에, 하인리히 페쉬, 아브라함 카이퍼, 그리고 루이지 스투르초가 있다.

### 일반적인 영감

#### 신스콜라 철학
기독교 민주주의는 토마스 아퀴나스와 그의 아리스토텔레스적 존재론 및 기독교 전통에 대한 사상에 철학적 뿌리를 두고 있다. 아퀴나스에 따르면, 인권은 자연법에 기반하며 인간이 올바르게 기능하는 데 필요한 것들로 정의된다. 예를 들어, 음식은 인간의 기본 권리인데, 음식 없이는 인간이 제대로 기능할 수 없기 때문이다. 아퀴나스는 인간이 신의 형상이며, 이는 인간의 존엄성과 평등을 따름을 주장했다. 모든 인간은 동일한 본성을 공유하기 때문에 동등하다는 것이다. 아퀴나스는 또한 남편과 아내의 평생 헌신에 기반하여 자녀로 완성되는 가족과 가계의 자연적 실재를 주장했으며, 이 단위가 다른 공동체보다 우선한다고 보았다. 아퀴나스는 또한 진정으로 궁핍한 사람들을 위해 사용될 때 공익을 위해 공권력이 개인 소유주의 자원을 합법적으로 수용할 수 있다고 주장했다. 레오 13세가 교황이 되었을 때, 그는 교황 회칙 영원한 아버지의 말씀을 발표하여 스콜라 철학을 재활성화했다. 교황은 이 회칙에서 자유, 권위, 법률, 정의, 자선에 대한 아퀴나스의 견해를 강조했다.
아퀴나스의 사상은 나중에 보충성 원리의 기초가 될 것이며, 국가가 국민을 섬겨야 하고 인류 사이에 보편적인 연대가 존재한다는 사상과 함께 발전할 것이다. 중요한 신스콜라 학자 중 한 명은 자크 마리탱이었는데, 그는 민주주의와 인권을 토미즘적 자연법과 화해시키려 시도했다. 마리탱은 인권이 자연법에 기반하며, 민주주의가 성공하기 위해서는 기독교가 필요하다고 주장했다. 자크 마리탱은 토미즘적 재산 개념을 사용하여 불평등을 줄이고, 개인이 자신의 재산을 올바르게 사용하지 않을 경우 국가가 개입해야 한다고 주장했다. 자크 마리탱과 에마뉘엘 무니에도 토미즘적 사고를 사용하여 그들의 인격주의 사상을 발전시켰다.

#### 신칼뱅주의
기독교 민주주의의 또 다른 지적 요소는 신칼뱅주의였다. 신칼뱅주의의 정치 사상은 장 칼뱅의 하나님의 주권과 일반 은총 사상에 의존했다. 하나님의 주권은 프랑스 혁명과 개인 및 국가 주권의 개념에 비추어 볼 때 특히 유용했다. 이는 영역 주권의 기초였으며, 역사적으로 소수였던 개혁 기독교인들의 이익을 돕는 데 기여했다. 영역 주권에서 각 영역은 하나님과 관련된 활동 영역을 가지고 있다. 이 영역 주권의 관점에서 국가의 역할은 공공 정의를 추구하는 것이었다. 또 다른 요소는 삶이 종교적이며, 정치가 이를 반영해야 한다는 것이었다.

#### 정교회
정교회 기독교 민주주의의 발전은 레룸 노바룸이 기독교 민주주의를 장려한 방식이나 루이지 스투르초와 같은 초기 기독교 민주주의자들이 정치 활동에 대해 묵시적인 동의를 얻은 방식처럼 정교회 정치가 교회의 지지를 받지 못했다는 사실로 인해 지연되었다. 예를 들어, 러시아 기독교 민주주의자들은 민주주의 교리를 개발해야 했다.

### 정치 사상
학자들은 인격주의, 연대 (또는 사회적 자본주의의 일부 변형), 인민주의 (또는 포괄적 성격의 일부 변형), "다원주의" 개념 (수직적 의미에서는 보충성의 원리와 관련되며, 수평적 의미에서는 영역 주권을 의미함) 및 청지기직을 포함하여 기독교 민주주의의 몇 가지 핵심 사상을 지적했다.

#### 인격주의
인격주의는 일반적으로 에마뉘엘 무니에와 연결되는 정치 교리이다. 이는 인간, 그들의 지성, 책임, 가치에 초점을 맞춘다. 인간은 존엄성과 정치적 권리를 가진 자유로운 존재이지만, 이러한 권리는 공동선을 위해 사용되어야 한다고 강조한다. 또한 진정한 인간의 자유는 하나님의 뜻에 따라 사용되어야 한다고 강조한다. 이는 인간에 대한 개인주의적 및 집단주의적 개념에 반대한다. 또한 사람들은 공동체의 구성원이 될 때 온전해진다고 강조한다. 실질적인 정책에서 이는 몇 가지 결론으로 이어진다.
- 인간 생명은 신성하며 그 자체로 목적이다. 따라서 낙태와 안락사에 반대한다.[93]
- 가족 단위는 사회의 필수적인 부분이며 보호되어야 한다.[94]
- 전통적인 성 역할은 존중되어야 하며, 이는 동성 결혼의 거부로 이어진다.[95]
- 자유는 도덕적 허용의 면허가 아니다.[96]

인격주의는 일반적으로 기독교 민주주의의 근본적인 기초였으며, 생명권, 가족권, 원조권, 선거권, 양심의 자유, 종교의 자유와 관련된 인권으로 이어진다.
현대의 인격주의적 견해는 또한 생태학적 가치에서 영감을 받았다. 로완 윌리암스는 인간과 하나님 사이의 관계를 묘사하는 인격주의를, 자연 환경에 해로운 끝없는 경제 성장에만 초점을 맞춘 현대 자본주의와 대조한다.

#### 연대와 사회적 자본주의
기독교 민주주의의 정치경제는 자본주의와 사회주의 사이의 하나의 "제3의 길"에 얽매이지 않고, 자본주의와 사회주의 사이의 다양한 방식들을 모색했다. 시간이 지나면서 기독교 민주주의자들은 연대주의에서 사회적 시장경제로 전환했다.
초기에 19세기의 많은 가톨릭 정치 운동들은 자본주의와 사회주의를 모두 동일하게 반대했는데, 둘 다 물질주의와 사회적 갈등에 기반하고 있었기 때문이다. 처음에 가톨릭 신자들이 옹호한 체제는 길드 조직 경제를 복원하는 것에 기반한 코퍼러티즘이었다. 이 아이디어는 개인이 경제적 지위에 따라 조직되는 사회였다. 이러한 코퍼러티즘 체제에서는 아버지가 가정의 가장이었다. 이러한 개념 중 하나는 프란츠 폰 바아더의 개념으로, 그는 코퍼러티즘 체제 내에서 프롤레타리아트에게 선거권을 부여할 것을 옹호했다. 바아더는 직장 공동결정을 옹호한 최초의 인물로 인정받는다. 공동결정은 기독교 민주주의 노동조합 간의 주요 단결점이 될 것이었다. 19세기와 20세기 초, 루터교 사회 기독교인들은 권위주의적 코퍼러티즘을 옹호했으며, 신칼뱅주의 코퍼러티즘 아이디어는 현재 네덜란드에 존재하는 폴더 시스템에 대한 영감으로 인정받았다. 이러한 코퍼러티즘의 많은 부분은 산업가, 중소기업, 농민, 지주, 노동자 등 국가의 다양한 기업 재산을 인정하는 코퍼러티즘 의회로 선출된 의회를 대체하려는 아이디어를 발전시켰다. 교황 회칙 레룸 노바룸은 코퍼러티즘 뒤에 있는 일부 원칙을 인정할 것이었다.
기독교 민주주의의 조합주의 개념은 하인리히 페쉬의 연대주의에서 찾아볼 수 있었다. 페쉬의 연대주의는 공유된 인류에 기반한 국제적 연대, 공유된 국적에 기반한 국가적 연대, 가족 구성원을 위한 가족 연대, 그리고 직장에서 공유된 이해관계에 기반한 계급 및 계급 간 연대를 주장했다. 후자의 연대는 집단 이익을 증진하는 직업 단체, 공동 결정, 그리고 경제 문제에 조언할 "제3의 의회"에 초점을 맞추었다. 하인리히 페쉬의 조합주의 개념은 보충성 원리의 한정된 개념이 될 것이었다. 페쉬의 사상은 교황 회칙 콰드라게시모 안노에 영향을 미쳤는데, 페쉬의 제자인 오스발트 폰 넬브로이닝이 이 문서를 초안했기 때문이다. 콰드라게시모 안노는 조합주의 체제 추진을 합법화하고 이를 보충성 원리 개념에 종속시키는 데 중요했다. 이 시기쯤 조합주의는 의회 정치에 좌절한 젊은 가톨릭 신자들 사이에서 점점 더 두드러지게 나타났고, 많은 경우 오스트리아, 프랑스, 스페인, 포르투갈, 그리고 독일의 권위주의 및 파시스트 정권 운동에 영감을 주었다. 결국 조합주의는 권위주의 및 파시스트 정권과의 연관성 때문에 정치적 논쟁에서 사라졌다.
기독교 민주주의 내의 또 다른 경제 사상은 사회적 시장경제이며, 이는 유럽 대륙 전역에서 널리 영향을 미치고 있다. 사회적 시장은 본질적으로 자유 가격 체제와 사유 재산에 기반한 자유 시장 경제이다. 그러나 이는 광범위한 사회 복지 체계와 효과적인 공공 서비스를 통해 자유 시장 결과로 인한 사회적 불평등을 해소하기 위한 정부 활동을 지지한다. 시장은 목적이 아니라 더 넓은 사회적 목표를 달성하고 사회적 결속을 유지하기 위한 부를 창출하는 수단으로 간주된다. 사회적 시장경제의 기반은 질서자유주의이며, 또는 독일 신자유주의로, 발터 오이켄, Franz Böhm, 루트비히 에르하르트, 빌헬름 뢰프케 및 알프레드 뮐러 아르막과 같은 사상가들과 관련이 있다. 질서자유주의자들은 권력 집중을 자유에 대한 중대한 위협으로 보았다. 그들은 시장에서의 경쟁과 사람들이 정부에 의해 영향을 받지 않는 자유로운 결정을 보장하는 경제 헌법을 원했다. 경제 헌법의 결과로 이 모델은 온건한 조합주의적이다. 때때로 라인-알프스 자본주의 또는 사회적 자본주의라고 불리는 이 자본주의 모델은 앵글로-아메리칸 자본주의 또는 기업 자본주의와 대조된다. 앵글로-자본주의 모델은 자본주의에 대한 제한을 제거하고 개인의 번영을 가능하게 하는 것을 목표로 하는 반면, 라인 모델은 시장을 사회적 틀에 내재시켜 국가 건설과 시민 보호를 목표로 한다.
1980년대부터 유럽 기독교 민주주의 정당들은 부분적으로 "신자유주의" 정책을 채택했다. 그러나 미국 연대당의 기독교 민주주의자들은 대신 분배주의를 채택했다. 기독교 민주주의 개념인 영역 주권과 보충성의 원리를 촉진함으로써 전 세계적으로 현재까지 존재하는 조합주의적 복지국가가 탄생했다. 문화적 위임과 가난한 이들을 위한 우선적 선택이라는 기독교 민주주의 개념에 따라, 기독교적 정의는 모든 인간이 하나님의 형상으로 만들어진 존엄성을 가지고 있기 때문에 모든 사람, 특히 가난하고 취약한 사람들의 복지가 보호되어야 한다고 요구하는 것으로 간주된다. 많은 국가에서 기독교 민주주의자들은 공산주의 및 사회민주주의 노동조합과 경쟁하는 노동조합을 조직했는데, 이는 노동자 조직에 대한 보수주의의 입장과는 대조적이었다. 벨기에의 기독교 민주주의자들은 이러한 노동조합과의 연대 속에서, 예를 들어 역사적인 기독교 안식일 원칙에 따라 노동자와 공무원에게 휴식일을 보장하는 일요일 블루 로를 로비했다. 기독교에서 영감을 받은 노동자 운동의 또 다른 예는 도러시 데이가 설립한 가톨릭 노동자 운동(Catholic Worker Movement)인데, 이는 더 나은 노동 기준을 위해 싸웠을 뿐만 아니라 평화주의와 정의로운 전쟁이라는 개념을 촉진하는 데 기여했다.

#### 인민주의
포폴라리스모(또는 인민주의)는 돈 루이지 스투르초가 고안한 정치 교리이지만, 실제로는 정치 분야의 기독교 민주주의였다. 교황 회칙 Graves de communi re는 기독교 민주주의가 정치 이념이 되는 것을 금지했고, 그래서 스투르초는 대신 인민주의라는 용어를 사용했다. 인민주의는 유럽 가톨릭 신자들이 민주주의를 받아들이도록 도왔으며, 따라서 이 개념은 스투르초가 정의한 기독교 민주주의의 개념과 연결되었다.
전체 인민이 공동선에 자유롭고 유기적으로 참여하는 정치 및 사회 체제.

학자들은 인민주의 개념을 기독교 민주주의 정당들이 전체 인구를 포괄하는 방식과 연관시켰다. 이는 계급 분열을 넘어설 수 있는 내재적인 종교적 중심의 결과이다. 이를 인식하여 기독교 민주주의 정당들은 "인민 정당"이라는 명칭을 사용하려는 경향이 있다. 학자 카를로 인베르니치 아체티는 인민주의 개념을 비례대표제, 필라라이제이션, 그리고 협의 민주주의와 연결시킨다.

#### 다원주의
기독교 민주주의의 다원주의 개념은 인간이 일반적으로 사회적 틀에 내재되어 있다는 점에 관한 것이다. 존 위트는 기독교 민주주의의 기원을 설명하면서 다원주의를 다음과 같이 묘사한다.
개신교와 가톨릭 정당 모두 자유 민주주의와 사회 민주주의의 환원주의적 극단과 사회적 실패를 비난했다. 그들은 자유 민주주의가 공동체를 개인을 위해 희생시켰고, 사회 민주주의는 개인을 공동체를 위해 희생시켰다고 믿었다. 두 정당 모두 가족, 교회, 학교, 사업, 기타 단체에서 개인의 의존과 참여를 강조하는 "사회적 다원주의" 또는 "보충성의 원리"라는 전통적인 기독교 가르침으로 돌아갔다. 두 정당 모두 "공동체 속의 개인"을 존중하고 보호할 국가의 책임을 강조했다.

영역 주권은 수평적 요소를 강조한다. 사회 공동체는 지켜야 할 역할과 특정한 자유 및 자율성을 가지고 있다. 여기서 정부는 영역을 통제하는 역할을 했다. 보충성의 원리는 수직적 요소이며, 여기서 국가는 영역을 보호하고 규제하는 역할을 한다. 이러한 공동체들이 효과적으로 행동한다면 국가는 간섭해서는 안 된다. 이는 또한 이러한 공동체들이 무능할 경우 국가가 개입할 수 있음을 의미한다. 실제로 보충성의 원리는 국제 기구를 창설하는 것을 정당화하는 데 사용되었는데, 국가를 통제하기 위해서는 더 높은 국제 당국이 존재해야 하기 때문이다.

#### 청지기직
청지기직의 개념은 전통적으로 재산과 소득에 대한 관리 기술과 관련이 있었다. 청지기직은 신칼뱅주의자 아브라함 카이퍼의 저작에서 찾아볼 수 있는데, 여기서는 사람에게 위임된 것, 특히 재산에 대한 개인의 책임과 관련된다. 1970년대 사회 가톨릭계에서는 청지기직이 명시적으로 환경 문제와 연관되었다. 청지기직은 기독민주당의 첫 번째 강령에서 발견되었으며, 여기서부터 미국 주교들의 저작과 함께 이 개념은 다른 기독교 민주주의 정당들로 퍼져나갔다. 그들은 유능하고 효율적인 정부를 "정의로운 청지기"의 상징으로 보며, 여기에는 환경 문제에 대한 정의로운 청지기직도 포함된다. 교황 프란치스코는 2015년 교황 회칙 찬미받으소서에서 환경주의에 대해 확고한 입장을 취했다. 여기서 청지기직의 개념은 창세기의 정확한 번역에서 비롯되는데, 하나님께서 인간에게 지구의 청지기직을 위임하셨다는 것이다.

## 역사

### 19세기
기독교 민주주의의 기원은 프랑스 혁명으로 거슬러 올라간다. 초기에는 프랑스 공화주의와 가톨릭 교회가 서로 깊이 적대적이었는데, 혁명 정부가 교회를 공격하고, 교회 토지를 몰수하고, 사제들을 박해하고, 새로운 종교, 즉 이성 숭배와 최고 존재의 제전을 수립하려 했기 때문이다. 프랑스 혁명 이후 수십 년 동안 가톨릭 교회는 자유주의의 부상을 가톨릭 가치에 대한 위협으로 보았다. 자본주의의 부상과 그로 인한 산업화 및 사회의 도시화는 전통적인 공동체 및 가족 생활을 파괴하는 것으로 여겨졌다. 가톨릭 교회에 따르면 경제적 자유주의는 개인주의, 관용, 자유로운 표현을 강조하여 온갖 종류의 방종과 방임을 조장함으로써 이기주의와 물질주의를 조장했다. 결과적으로 19세기 대부분 동안 가톨릭 교회는 민주주의와 자유주의에 적대적이었다.
민주주의와 자유주의에 대한 이러한 적대감은 교회와 귀족 사이의 동맹이 교회의 사명에 대한 장벽이라고 믿었던 자유주의 가톨릭 신자들에 의해 도전받을 것이었다. 처음에는 이 집단이 가톨릭 신자들을 현대 정치 상태와 화해시켜, 가톨릭 신자들이 정당, 공공 활동, 의회주의에 참여하도록 하는 것을 원했다. 그러나 이것은 민주주의에 대한 지지가 아니었고, 자유주의 가톨릭 신자들은 자신들이 자유주의에 속하지 않는다고 주장했다. 결국 펠리시테 드 라 므네와 같은 운동의 주요 인물들은 민주주의를 더 받아들이게 되었다. 이 집단은 언론의 자유, 결사 및 예배의 자유, 무상 교육에 대한 열망과 연관되게 되었다.
이 무렵, 가톨릭 사회 사상이 발전하여 사회의 노동자 이익을 옹호하는 사회 가톨릭 신학자들과 활동가들이 나타났다. 성 빈첸시오 아 바오로회의 창립자 프레데리크 오자남과 같은 일부 활동가들은 자유 민주주의에 더 수용적이었다. 오자남은 경제적 자유주의와 노동의 상품화를 비판하고, 자선으로는 이러한 문제를 해결하기에 불충분하며, 노동자 단체와 국가 개입이 필요하다고 주장했다. 이탈리아 인민당 지도자 루이지 스투르초는 오자남을 최초의 기독교 민주주의자라고 평가했다. 독일에서 더 영향력 있는 신학자 중 한 명은 빌헬름 폰 케텔러였는데, 그는 가톨릭 신자들이 현대 국가를 받아들이도록 격려했다. 케텔러는 이윤 분배, 기독교 노동조합, 일반적인 노동자 권리를 가진 생산적 조합을 주장했다.
1870년대에는 자유주의 국가들로부터 가톨릭의 이익을 지키기 위해 가톨릭 교회와는 독립적으로 가톨릭 정치 운동이 일어났다. 유럽에서는 일반적으로 자유주의 국가들이 가톨릭 교육 시스템에 대한 통제권을 빼앗으려 했으나, 독일과 이탈리아에서는 이것이 교회에 대한 직접적인 공격이었다. 가톨릭 정치 운동은 특히 자유주의 세속주의와 교육에 대한 국가 통제에 반대했다. 이러한 운동에서 탄생한 정당들로는 독일 중앙당, 벨기에 가톨릭당, 네덜란드 내 다양한 가톨릭 정당, 그리고 오스트리아 기독사회당이 있다. 처음에는 이들 정당 대부분이 당시 가톨릭 교회의 반자유주의적 신념을 받아들였다. 이들 운동 뒤에 있는 많은 가톨릭 신자들은 삶의 모든 영역이 종교에 의해 규제되어야 한다고 믿었다. 이들 운동은 처음에는 울트라몬타네에 의해 건설되었으며, 교회와 국가가 분리되어야 한다는 자유주의적 견해에 반대했고, 자유 민주주의에 반대하여 "기독교 민주주의"라는 용어를 사용했다. 독일 중앙당은 이러한 경향에서 예외적으로 자유주의적 자유와 민주주의에 대한 호소를 통해 가톨릭 교회를 옹호했다. 또한 중앙당은 케텔러의 영향을 받아 사회 입법을 지지했다.
이러한 운동들이 철저히 친가톨릭적 입장임에도 불구하고, 교회 자체는 평신도에 대한 교회의 통제에 대한 도전으로 보고 이 운동들에 저항했다. 시간이 지남에 따라 선거 정치의 영향으로 이 정당들은 자유 민주주의를 더 수용하게 되었다. 효과적인 정치 연합을 형성하기 위해 이 정당들은 가톨릭 정당에서 기독교에서 영감을 받은 정당으로 진화했고, 정당성을 가톨릭 교회가 아닌 유권자들에게서 찾게 되었다. 이 시기 동안 가톨릭 정당들은 노동조합원, 지주, 산업가, 농민, 장인으로 구성되는 계급 간 성격을 띠게 되었으며, 학자들은 이를 인민주의 개념과 연관시켰다.
개신교 종교국가주의 정치는 더 넓고 다양했다. 가장 중요한 운동은 네덜란드에서 일어났는데, 이곳에서는 개혁파 신칼뱅주의 개신교도들이 반혁명당을 창당했다. 가톨릭 신자들과 유사하게 이 정당은 교육에 대한 자유주의적 통제에 대한 유사한 우려에서 형성되었다. 이 정당은 프랑스 혁명의 사상에 반대했으며, 창립자 아브라함 카이퍼는 정부가 국민이 아닌 하나님으로부터 권위를 얻는다고 주장했다. 그러나 카이퍼와 반혁명당은 유기적인 민주적 대표성을 지지하고 보편적인 가구 선거권을 옹호했다. 독일에서는 이러한 요소가 루터교도 아돌프 스퇴커와 그를 따르는 이들에게서 비롯되었는데, 스퇴커는 기독사회당을 설립했다. 기독교 사회 운동은 마르크스주의 사회주의에 도전하는 것을 목표로 했으므로, 스퇴커는 노동 계급을 설득하기 위해 친노동자 경제 정책을 지지했다. 그러나 이것이 실패하자 스퇴커는 반유대주의로 돌아섰다. 스위스에서는 스퇴커와 그의 동맹자들이 개신교 정치 조직에 대한 관심을 불러일으켰으나, 개신교도들은 자유주의의 우위를 대체로 받아들였기 때문에 개신교 정치 운동의 성장은 미미했다.

### 새로운 사태와 제2차 세계 대전 사이
교황 레오 13세의 교황 재위는 기독교 민주주의 발전의 전환점이었으며, 그는 민주주의와 자유주의에 가톨릭 가치를 불어넣으려 시도했다. 1891년 교황 회칙 새로운 사태에서 교황 레오 13세는 노동자들의 비참함을 인정하고 노동자들의 조건을 개선할 수단을 주장했다. 그는 또한 경제적 자유주의를 공격하고 사회주의의 부상을 규탄했으며, 일반적으로 노동 관계에 대한 조합주의적 접근 방식을 장려했다. 레룸 노바룸은 가톨릭 노동 운동에 지적 기반을 제공했고, 유럽 전역에서 기독교 노동조합의 부상과 시기를 같이했다. 이는 프랑스, 이탈리아, 오스트리아에서 기독교 민주주의의 시작을 위한 촉매제가 되었다. 레룸 노바룸이 발표된 같은 해, 아브라함 카이퍼는 개신교 노동자 운동과 함께 기독교 사회 회의를 조직하여 쿠이퍼가 그들의 사회적 원칙과 정책을 설명했다. 이러한 행동은 네덜란드에서 기독교 사회 활동을 위한 추진력을 강화했다. Graves de communi re에서 교황은 기독교 민주주의라는 용어를 정치적 명칭으로 사용하는 것에 반대하고 사회 운동을 묘사하는 데 사용하는 것을 선호했다.
일부 학자들은 이 시기 가톨릭 정치 정당들을 본질적으로 가톨릭적이며 기독교 민주주의적이지 않다고 간주한다. 그러나 다른 학자들은 새로운 이탈리아 민중당과 대중민주당 (프랑스)를 기독교 민주주의적이라고 간주한다. 이 정당들은 정치적 자유, 종교적 자유, 경제 개혁, 사회적 파트너십, 민주주의와 국제주의를 지지하는 정책을 옹호했다. 이탈리아 민중당은 또한 지역주의와 비례대표제를 옹호했다. 바이마르 공화국 초기에 아담 스테게르발트는 중앙당을 가톨릭 신자들과 개신교도들을 통합하는 기독교 민주주의 정당으로 개혁하려고 시도했다. 벨기에에서는 증가하는 노동자 운동이 가톨릭당의 점차 강력한 기독교 민주주의 파벌을 형성했다. 이 시기에는 다른 가톨릭 정당들도 형성되었다. 바이에른 가톨릭 신자들은 중앙당이 바이마르 공화국 수립에 참여했기 때문에 분리되어 바이에른 인민당을 형성했다. 스위스에서는 가톨릭 신자들이 스위스 보수 인민당을 형성했는데, 이 정당은 세 가지 경쟁하는 인구 통계로 나뉘었다. 더 큰 지역 독립을 원했던 농촌 가톨릭 신자들, 경제 개혁을 원했던 가톨릭 노동자들, 그리고 민주주의에 반대했던 더 보수적인 집단들이었다. 전반적으로 이 정당은 가톨릭 신앙과 반사회주의적 및 반자유주의적 경향으로 결속되었다. 아일랜드에서는 피어너 팔이 가톨릭 정치 정당으로 설립되었다. 피너 게일, 피어너 팔, 노동당 모두 전후 시기에 기독교 민주주의의 길을 열었다.
20세기 초, 개신교 신앙주의 정치는 더욱 발전했다. 바이마르 독일에서는 스퇴커의 기독교 사회당이 1918년에 독일 국가인민당에 노동자 부문으로 합류했다. 이 정당의 기독교 사회 의원들은 1929년에 Christian Social People's Service (CSVD)를 형성하기 위해 떠났다. 스위스의 개신교 노동자 운동은 점차적으로 상호 부조 기금을 독립적인 노동조합 운동으로 발전시켰다. 이 무렵 스위스 개신교도들은 복음인민당을 형성했다. 1930년대에는 노르웨이에서 기독교인민당이 부상했다. 이 정당은 경건주의적 루터교도들의 노력으로 건설되었으며, 처음에는 세속화의 부상에 맞서 국가의 기독교 유산을 옹호하기 위해 설립되었다. 이 기간 동안 개신교와 가톨릭 정당 간의 협력이 있었다. 가톨릭과 개신교 정당들은 네덜란드와 독일에서 공동 정부를 형성했다. 그러나 이러한 협력은 운동 간의 근본적인 차이에 도전하지 않았다. 독일에서는 개신교도들과의 협력에서 긴장이 있었고, 네덜란드에서는 반혁명주의자들이 친바티칸 정책을 지지하지 않았다.
이 시기 기독교 민주주의를 도운 중요한 요인은 평신도 가톨릭 운동이었다. 이 조직들은 평신도의 사도직, 즉 일상적인 가톨릭 신자들의 신앙 전파 역할을 강조했다. 실제로 이 운동들은 유럽 전역의 기독교 노동조합과 기독교 민주주의 정당을 지원하는 데 기여했다. 이탈리아에서는 가톨릭 액션이 이탈리아 인민당을 지원했으며, 무솔리니의 등장은 반파시스트 세력으로 작용할 것이었다. 가톨릭 액션은 나중에 전후 기독교 민주주의를 도울 것이었다. 마찬가지로 가톨릭 액션은 프랑스에서 저항 운동을 벌였고 MRP 창설을 도왔다.
1931년, 교황 비오 11세는 레룸 노바룸 발표 40주년을 맞아 사회 교리를 명확히 하는 콰드라게시모 안노 회칙을 발표했다. 이 회칙은 경제적 자유주의와 사회주의에 대한 레룸 노바룸의 선언을 더욱 강조했다. 사회주의에 대한 공격은 온건 사회주의까지 확장되었으며, 회칙 내에서 교황은 "보충성의 원리" 개념에 기반한 코퍼러티즘적 사회 구조를 제시했다. 그러나 교황은 파시즘과 구별하기 위해 이 조합주의 체제의 자율성을 강조했다. 이 콰드라게시모 안노는 당시 대중민주당과 같은 가톨릭 정당의 경제 프로그램에 영향을 미쳤으며, 벨기에 가톨릭 신자들에게도 영향을 미쳤다. 중앙당, 기독사회당, 스위스 보수 인민당은 이미 하인리히 페쉬, 오스발트 폰 넬브로이닝, 카를 폰 포겔상과 같은 경제학자들을 기반으로 조합주의를 옹호했다. 독일과 오스트리아에서는 콰드라게시모 안노가 조합주의에 대한 활력을 되찾게 했다. 아일랜드에서는 정치적 가톨릭 신자들이 콰드라게시모 안노에서 직접 가져온 직업주의 정책을 추구했다. 이러한 직업주의는 아일랜드 상원의 조합주의적 성격에서 가장 분명하게 나타났다.
유럽 전역에서 가톨릭과 개신교 정당들은 파시즘의 위협에 직면했다. 이탈리아에서 파시즘이 부상하는 가운데, 루이지 스투르초가 이끄는 이탈리아 인민당은 베니토 무솔리니에 대항하기 위해 사회당과 연합을 시도했다. 스투르초는 1923년 가톨릭 교회로부터 당을 해산하고 정치에서 손을 떼라는 명령을 받았다. 1924년의 저조한 선거 실적으로 스투르초는 당 지도권을 알치데 데 가스페리에게 넘기고 망명하게 되었다. 권력을 잡은 파시스트들은 이탈리아 인민당을 해산했다. 이는 1929년 가톨릭 교회와 이탈리아 파시스트 간의 라테라노 조약 체결로 이어졌다. 독일 중앙당과 CSVD는 독일에서 나치당의 부상에 직면했다. 1933년 나치스가 권력을 잡은 후, 그들은 전권 위임법으로 총체적인 권력을 장악하려 했다. 내부적으로 중앙당은 전권 위임법에 대해 분열되었지만, 많은 이들은 아돌프 히틀러가 의회를 폐지하지 않을 것이라고 설득당했다. 상대적으로 개신교 기독교 사회 운동의 역사적인 반유대주의는 기독교 사회주의자들을 나치즘에 취약하게 만들었다. 나치당은 1931년 CSVD와 연계된 개신교 노동조합에 침투했다. 결국 두 정당 모두 전권 위임법에 서명했고, 두 정당 모두 즉시 해산되었다. 오스트리아에서는 독일이 오스트리아를 합병하기 전에 기독교 사회주의자들이 이미 해산했었다. 오스트리아에서는 권위주의자들과 사회민주주의자들 사이의 짧은 내전이 기독교 사회주의자들을 분열시켰고, 그들 중 다수가 권위주의 국가 건설을 도왔다. 이탈리아, 독일, 오스트리아 외에도 제2차 세계 대전에서 나치 독일이 나머지 유럽을 침공했을 때 많은 가톨릭 및 개신교 정당들이 결국 해산되었다. 많은 기독교 민주주의자들은 프랑스에서 저항 운동을 도왔다.

### 전후 시기
제2차 세계 대전 이후, "개신교와 가톨릭 정치 활동가 모두 전쟁으로 황폐해진 유럽에 민주주의를 복원하고 해외로 확장하는 데 기여했다". 기독교 저항 세력은 프랑스, 독일, 이탈리아에서 전후 기독교 민주주의 운동을 수립하는 데 중요했다. 파시즘의 붕괴는 극우 세력의 신뢰를 떨어뜨렸다. 독일에서 보수주의는 반동적이고 반민주적인 태도와 연관되었다. 기독교 민주주의자들은 파시즘에 오염되지 않았다고 주장할 수 있었고, 이를 통해 보수 가톨릭 신자와 부르주아 개신교도들을 결집할 수 있었다. 독일과 이탈리아 모두에서 기독교 민주주의 정당들은 전직 보수주의자들을 포괄했다. 기독교 민주주의 정당들은 전후 정치 지형을 지배했다. 이탈리아에서는 새로운 기독교민주당이 알치데 데 가스페리 아래 연립 정부를 이끌었고, 프랑스에서는 대중공화운동이 1946년 의회에서 가장 큰 정당이 되었다. 독일, 프랑스, 이탈리아에서 기독교 민주주의 정당들은 각국의 헌법을 제정하는 데 기여했다. 1940년대부터 1990년대까지 기독교 민주주의 정당들은 서유럽 전역에서 집권했다. "독일에서는 50년 중 36년, 이탈리아에서는 52년 중 47년, 벨기에에서는 53년 중 47년, 네덜란드에서는 53년 중 49년을 집권했으며, 프랑스에서도 1962년까지 영향력을 행사했다."
전후 시기에 기독교 민주주의 정당들은 공산주의와 세속주의에 대한 대응으로 부분적으로 더 보수화되었다. 기독교 민주주의자들은 또한 기독교 민주주의자들의 가족 친화 정책 덕분에 해당 국가에서 여성 유권자의 지지를 얻었다. 기독교 민주주의자들은 이 시기 동안 분권화 정책을 추진하여 독일, 이탈리아, 벨기에에서 지역주의를 장려했다. 이는 파시즘 경험의 결과로 더욱 선호되었다. 기독교 민주주의 정당들은 또한 이 시기 동안 공동 결정적인 경영평의회와 이사회에 노동자들을 참여시키는 데 중요한 역할을 했다. 이러한 초기 권력에도 불구하고 균열이 나타나기 시작했다. 프랑스의 기독교 민주주의는 대중공화운동과 그 후계자들이 빠르게 몰락하면서 크게 쇠퇴했다. 프랑스 기독교 민주주의자들은 결국 드골주의 정당에 흡수되었다.
마찬가지로 인민민주당(PDP)과 같은 소수 기독교 민주주의 정당들이 프랑코 이후의 스페인에서 부상했다. 그러나 이러한 운동들은 너무 분열되어 있었고 스페인 민주주의에서 지배적인 역할을 할 종교적 분열의 정치적 필요성이 부족했다. 이 기독교 민주주의 정당들은 실패했고, 기독교 민주주의자들은 스페인 국민당에 합류했다.
전후 시기에 개신교 기독교 민주주의는 다각적인 방식으로 발전했다. 독일에서는 루터교 질서자유주의자들 사이에서 부상했다. 이 루터교도들은 칼 바르트와 디트리히 본회퍼와 같은 기독교 신학자들을 찾아 세속 권위에 복종하면서도 나치 정권에 도전하는 길을 찾으려 했다. 질서자유주의 이념의 핵심은 시장 경쟁을 가능하게 하는 강력한 국가였다. 전쟁 중에 질서자유주의자들은 본회퍼와 협력하여 전후 시대를 위한 정치 및 사회 경제 계획을 개발했고, 전쟁 후에는 가톨릭 신자들과 합류하여 기독교민주연합을 형성했다. 질서자유주의자들은 그들의 비전을 "사회적 시장경제"라고 불렀으며, 이 비전은 가톨릭 신자들도 지지하게 되었다. 스웨덴에서는 오순절교회 신자들 사이에서 부상했으며, 1964년에 세속화에 대한 반발로 기독교민주당으로 결집했다. 1957년에 결성된 핀란드 기독교민주당과 1970년에 결성된 덴마크 기독교인민당은 기독교 교육을 옹호하고 무신론과 자유주의적 낙태 정책과 같은 세속적 경향에 반대했다. 북유럽 기독교 민주주의 정당들은 루터교 국교회를 대표하지 않고 비순응 기독교인들과 루터교 국교회 내의 평신도 활동가들을 대표했다. 네덜란드에서는 개신교 반혁명당과 기독교역사연합이 Catholic People's Party에 합류하여 기독민주당을 형성했다.
유럽 기독교 민주주의자들은 유럽 연합 창설에 중요한 역할을 했다. 유럽 프로젝트 초기에 세 명의 중요한 인물은 모두 기독교 민주주의자였던 콘라트 아데나워, 로베르 쉬망, 알치데 데 가스페리였다. 로마 조약이 체결될 때, 6개국 중 4개국(독일, 이탈리아, 벨기에, 룩셈부르크)에서 기독교 민주주의자들이 집권 정부였으며, 네덜란드에서는 연립 정부의 일부였다. 적어도 1980년대 중반까지 사회민주주의자들은 유럽의 공동체 기관에 적대적이었다. 심지어 1970년대에는 스웨덴 총리 올로프 팔메가 유럽 연합 집행위원회를 "보수적", "자본주의적", "교권적", "식민주의적"이라고 불렀다. 실제로 유럽 연합에는 보충성의 원리와 인격주의 사상이 내재되어 있다. 유럽 연합에 대한 기독교 민주주의의 영향력은 한 학자가 유럽 연합을 "기독교 민주주의"라고 불렀을 정도이다. 유럽 연합과 함께 유럽 기독교 민주주의 정당들이 발전했다. 이는 1940년대 누벨 에퀴프 인터내셔널(Nouvelles Equipes Internationales)에서 나타났으며, 1965년 유럽 기독교민주연합으로, 그리고 최종적으로 1976년 유럽 국민당으로 진화했다.

### 21세기
기독교 민주주의 정당들은 더 이상 유럽 정치에서 그만큼 많은 권력을 가지고 있지 않다. 실제로 이탈리아에서는 기독교 민주주의 정당이 붕괴했다. 기독교 민주주의의 쇠퇴 이유는 다양하며, 부분적으로는 유럽의 세속화와 투표 기반의 상실 때문이기도 하다. 공산주의의 종식과 신자유주의의 부상도 이 운동에 타격을 주었으며, 2008년 세계 금융 위기 또한 기독교 민주주의 복지 정책의 결함을 보여주었다. 더욱이 이민과 포퓰리즘의 부상은 기독교 민주주의에 더 많은 압력을 가하고 있는데, 이는 우파의 규제 요구, 기업의 개방된 노동 시장 요구, 이민자들에게 더 많은 자선을 베풀라는 종교적 요구 사이에서 찢겨져 있기 때문이다.
일부 기독교 민주주의 정당, 특히 유럽에서는 더 이상 종교를 강조하지 않고 최근 몇 년 동안 훨씬 더 세속화되었다. 최근 기독교연합당과 같은 많은 소수 기독교 민주주의 정당들과 유럽 전역의 다른 정당들은 기존 정치 체제에서 자신들을 대표한다고 느끼지 못하여 유럽 기독교 정치 운동(European Christian Political Movement)에서 정치 조직을 형성했다. 이 정당들은 유럽의 기독교 역사와 함께 전통적인 기독교 가치, 경제적 및 환경 정의를 옹호했다.
이슬람 국가의 많은 무슬림 정당들은 기독교 민주주의 전통에서 영감을 받아왔다. 가장 주목할 만한 것은 터키의 집권당인 정의개발당 (일반적으로 튀르키예어 약자 AKP로 알려짐)으로, 이는 이슬람적이며 그 전통을 향해 움직였다. 그러나 AKP가 기독교 민주주의를 향해 움직이는 것이 유럽 통합에서 유럽 정당들의 환심을 사기 위한 것일 수 있다는 점에서 이러한 연관성은 의문이 제기된다. 유럽 기독교 민주주의자들은 결국 이를 거부했다. 연결된 다른 이슬람 그룹으로는 코소보의 민주 연맹(Democratic League of Kosovo)과 이집트의 무함마드 무르시가 있다. 기독교 민주주의자들이 포용한 일부 이슬람 민주주의 정당으로는 국민계몽당 (인도네시아)과 라카스–기독교 무슬림 민주당 (필리핀)이 있으며, 이들은 중도민주 인터내셔널에 가입했다.

## 서유럽 이외
기독교 민주주의 정당의 국제 조직인 중도민주 인터내셔널(CDI)은 과거 기독교 민주주의 인터내셔널로 알려졌으며, 사회주의 인터내셔널 다음으로 세계에서 두 번째로 큰 국제 정치 조직이다. 유럽 기독교 민주주의 정당들은 지역 조직인 유럽 국민당을 가지고 있으며, 이는 유럽 의회에서 가장 큰 그룹인 유럽 국민당 그룹을 형성한다.

### 라틴 아메리카
라틴 아메리카의 초기 기독교 민주주의는 20세기 초에 형성되었으며, 이들 정당들은 일반적으로 보수적이었고 그들의 주요 목표는 가톨릭 교회의 이익을 보호하는 것이었다. 이 정당들은 기독교를 민주적 가치의 기원이자 정신으로 보았고, 유기적인 사회 개념, 분권화, 그리고 코퍼러티즘을 옹호했다. 기독교 민주주의자들은 1960년대와 1970년대에 제2차 바티칸 공의회 (1961년~1963년)의 결과로 부분적으로 더 진보적으로 변했다. 이는 라틴 아메리카 가톨릭 내에서 해방 신학의 성장을 이끌었고, 이는 기독교 민주주의의 계급 중재보다 계급 갈등을 강조했다. 더욱이, 라틴 아메리카에서 사회주의에 대한 미국의 정책 때문에 기독교 민주주의 정당들은 스스로를 진보적으로 자리매김하고 사회 개혁을 요구할 수 있었다.
또한, 기독교 민주주의자들은 모더니즘과 기술관료제를 받아들였고, 중앙 집중식 계획을 옹호하기 시작했다. 1980년대에는 워싱턴 컨센서스와 같은 국제적 추세로 인해 기독교 민주주의자들은 자국에서 신자유주의 정책을 받아들였고, 이는 미래의 선거 패배로 이어졌다. 이 기간 내내 기독교 민주주의 정당들은 민주주의를 위한 세력으로 활동했는데, 예를 들어 민주적 베네수엘라를 수립하는 데 기여한 COPEI와 피노체트에 대한 주요 야당이었던 칠레의 PDC가 있다.
기독교 민주주의는 특히 칠레와 베네수엘라(참조 COPEI  –  베네수엘라 기독교 민주주의 정당) 등에서 중요했으며, 비센테 폭스 대통령이 2000년에 집권하고 펠리페 칼데론이 뒤를 이으면서 멕시코에서도 부분적으로 중요했다(참조 국민행동당 (멕시코)). 쿠바에는 섬과 망명지에 여러 기독교 민주주의 정치 단체가 있다. 아마도 가장 중요한 것은 쿠바 반체제 인사 오스왈도 파야가 이끌었던 Movimiento Cristiano de Liberación(MCL)일 것이다. 그는 2012년 여름 비극적인 교통사고로 사망했으며 노벨 평화상 후보로 지명되기도 했다. 우루과이에서는 우루과이 기독교민주당이 비록 수적으로는 작았지만, 1971년 좌파 광역전선 창설에 결정적인 역할을 했다.

### 중앙유럽과 동유럽

#### 폴란드
폴란드의 기독교 민주주의 운동은 1890년에 형성되었으며 1916년부터 점점 더 두각을 나타내어 다양한 기독교 민주주의 운동이 1919년 기독교민주당으로 합쳐졌다. 당의 경제 강령은 레룸 노바룸과 이후 콰드라게시모 안노의 영향을 받았다. 이 당은 계급 간 연대, 공동 소유, 공동 결정을 장려했다. 1920년대 전반기 동안 이 당은 정부에서 상당한 영향력을 행사했으며, 내각 구성원과 총리를 배출했다. 1926년 쿠데타 이후 당의 영향력은 악화되었다. 이 당은 결국 야당 중도좌파와 합류하여 국민노동자당과 통합하여 1937년 노동자당을 형성했다. 보이치에흐 코르판티, 카롤 포피엘, 유제프 할러는 기독교 민주주의 운동의 가장 중요한 구성원이었다.
제2차 세계 대전 중 많은 노동당 정치인들이 Federation of National-Catholic Organisations "Union"이라는 저항 운동을 조직했는데, 이는 나중에 1942년에 폴란드 국내군에 통합되었다. 노동당은 공산주의가 붕괴될 때까지 망명 상태로 계속 존재했으며(그의 저명한 회원 스타니스와프 게브하르트는 유럽 국민당과 국제 기독교 민주주의 운동을 조직하는 데 적극적이었다), 친공산주의 파벌은 1950년까지 폴란드에 존재했다.
제2차 세계 대전 이후, 농업 폴란드 인민당은 공산주의 폴란드에서 유일한 야당이었으며, 큰 기독교 민주주의 파벌을 가지고 있었지만, 당이 패배하고 공산주의 농민 정당과 통합해야 한 후 그 영향력을 잃었다. 기독교적 가치를 언급하는 친정부 조직인 팍스 협회는 기독교 민주주의 가치보다는 공산주의 블록의 이익을 대변했다.
기독교 민주주의 운동은 연대 봉기 동안 부흥을 경험했다. 레흐 바웬사와 타데우시 마조비에츠키는 연대 운동 내에서 기독교 민주주의 지도자로 간주되었다. 민주 야당은 교황 요한 바오로 2세가 이끄는 가톨릭 교회의 공개적인 지지를 받았을 뿐만 아니라 가톨릭 지식인 클럽과 같은 기독교 조직의 지지도 받았다. 공산주의가 붕괴된 후, 많은 기독교 민주주의 정당들이 우파에 등장했으며(예: 중도 연합, 기독농민당, 보수 인민당 또는 부활한 노동자당), 반면 보다 중도 지향적인 기독교 파벌들은 자유주의자들과 손잡고 민주연합, 나중에는 자유연합을 형성했다. 1990년대 후반에는 보수 기독교 민주주의 정당들이 우파연대선거행동을 형성했다.
2005년 이후, 폴란드 정치판은 두 주요 정당인 자유 보수주의 시민 연단과 우파 법과 정의에 의해 지배되었으며, 둘 다 상당한 기독교 민주주의 파벌을 가지고 있다. 시민 연단이 시간이 지남에 따라 사회 자유주의적 입장으로, 법과 정의가 우파 포퓰리즘으로 이동하면서 농업 폴란드 인민당이 중요한 기독교 지향적 목소리가 되었다. 폴란드 인민당은 과거의 좌파 정책을 포기하고 폴란드 연합과 제3의 길과 같은 기독교 민주주의 및 보수 정치 프로젝트를 형성했다.

#### 루마니아
루마니아에서는 동방 정교회 다수 지역에서 기독교 민주주의가 독특하고 다양한 방식으로 발전했다. 루마니아에서는 소규모 기독교 정당들이 등장했는데, 예를 들어 1926년의 국민농민당은 기독교적 도덕성, 민주주의, 사회 정의를 주창했다. 1980년대에는 코르넬리우 코포수가 이 당을 CDI에 가입시켰고, 공산주의 붕괴 후 1990년에는 기독교민주국민농민당으로 재등록했다. 이 새로운 당은 사회 보호, 보충성 원리, 시민의 자유를 포함하는 시장 경제를 옹호했다. 코르넬리우 코포수는 루마니아가 "정교회 기독교-민주주의의 수도"가 되기를 희망했다.
공산주의 붕괴 이후 기독교 민주주의 경향은 주로 중도 우파 국민자유당과 유로 연방주의자, 국가 보수주의 인민운동당의 강령에서 찾아볼 수 있다.

#### 러시아
러시아 기독교 민주주의는 지도자들 간의 개인적인 갈등으로 인해 어려움을 겪었으며, 러시아 기독교 민주주의는 두 가지 이념적 진영으로 양분되었다. 첫 번째 진영은 RCDU, CDUR, 그리고 RCPD와 같이 서구 기독교 민주주의의 복사판을 러시아 정치 무대로 가져오기를 원했다. 이 그룹을 구성하는 기독교인들은 정교회 출신이 아니라 새로 정교회로 개종한 기독교인 또는 개신교인이다. 다른 그룹의 가장 큰 정당은 국가주의와 애국주의를 기반으로 민주주의와 정교회를 통합하려 했던 러시아 기독교 민주주의 운동이었다(73–74). 실제로 그들은 상황에 따라 민주주의자 또는 애국주의자로 행동했다. 이 당은 점차 우경화되어 정교회-군주주의자 및 민족-공화주의자들과 동맹을 맺었다. 이 당은 결국 민주주의 그룹을 떠났다.

#### 철의 장막 이후와 구 유고슬라비아
중앙유럽과 동유럽의 사회주의 경험이 끝난 후, 특히 유럽 통합과 함께 구 사회주의 국가의 많은 정당들이 기독교 민주주의 우산 조직인 유럽 국민당(EPP)의 회원이 되었다. 예를 들어 체코의 KDU-ČSL, 크로아티아의 크로아티아 민주연합, 폴란드의 시민 연단 등이 있다. 헝가리의 피데스는 2004년부터 2021년까지 EPP의 일원이었으며, 그 지도자 오르반 빅토르는 헝가리를 "기독교 민주주의"라고 주장했다. 이들 정당 중 다수는 사회의 재전통화, 친가족 정책, 비스마르크식 복지국가, 그리고 기독교에 기반한 정체성 정치를 추진하면서도 친유럽 통합적 태도를 유지했다. 기독교 민주주의의 이상은 다른 유럽회의론적 정당들에게도 영감을 주었으며, 그들은 유럽 보수와 개혁당이라는 우산 아래 그룹화되어 있다. 예를 들어 폴란드의 법과 정의가 있다.

### 그리스
그리스에서는 신민주주의당이 기독교 민주주의 정당으로 여겨지지만, 기독교 민주주의에서 자유보수주의로 이따금 오가기도 한다.

### 영국
영국에서의 기독교 민주주의는 산발적이고 통합되지 않았다. 한 그룹은 1909년에 설립된 가톨릭 사회 길드로, 사회주의에 대한 가톨릭 대안을 전파하는 것을 목표로 했다. 이들은 가톨릭 신자들이 노동당 내에서 활동하며 가족, 최저 임금, 산업 내 사회적 파트너십, 재산 분배를 위한 정책을 추진하도록 장려했다. 다른 그룹은 스투르초의 영국 망명 기간 동안 설립된 People and Freedom Group이었다. 이들은 주로 중산층 조직으로, 스페인 내전 동안 가톨릭 신자들이 느낀 고통에 대한 응답으로 설립되었다. 그들은 1939년에 "민주주의를 위하여"라는 선언문을 발표했다. 카톨릭 노동자 운동은 당시 또 다른 기독교 민주주의 그룹이었다. 일반적으로 영국 기독교 민주주의자들, 특히 People and Freedom Group의 구성원들은 노동당을 기독교 민주주의로 이끌려고 시도했으며, 기독교 민주주의를 좌파로 묘사하려는 중요한 노력을 기울였다. 궁극적으로 People and Freedom Group은 그러한 노력을 실패하고 노동당에 실망했다. 반면에 카톨릭 노동자 운동은 노동당 정책을 가톨릭 신자들이 받아들일 수 있도록 하는 것을 목표로 했다. 최근에는 기독교 인민동맹이 영국의 기독교 유산을 강조하고 "활동적 연민, 생명 존중, 사회 정의, 현명한 청지기 정신, 역량 강화, 화해"의 원칙을 옹호하는 기독교 민주주의 정당이다.

### 오스트레일리아
오스트레일리아의 기독교 민주주의 정당에는 민주노동당과 해산된 기독교민주당이 있다.
민주노동당은 1955년 오스트레일리아 노동당 (ALP)에서 분열되어 형성되었다. 빅토리아주와 뉴사우스웨일스주에서는 산업 단체 또는 B. A. Santamaria 및 "더 무브먼트"와 관련되어 (따라서 로마 가톨릭교와 강하게 연관된) 주 집행 위원, 의원, 지부 구성원들이 당에서 제명되었다. 이들은 민주노동당 (DLP)을 형성했다. 이후 1957년 퀸즐랜드주에서도 비슷한 분열이 발생하여, 그 결과 그룹이 DLP에 합류했다. 이 당은 태즈메이니아주와 뉴사우스웨일스주에서도 때때로 현직 의원들을 배출했지만, 앞서 언급한 주들에서 훨씬 더 강했다. 민주노동당(DLP)은 스스로를 기독교 민주주의 정당이라고 주장하지는 않았지만, 역사가 마이클 포가티는 그렇게 간주했다. 이 당의 목표는 반공주의, 산업, 인구, 행정, 소유권의 분권화였다. ALP가 공산주의로 가득 차 있다고 보는 관점에서, 이 당은 집권 보수 자유당과 국민당을 ALP보다 선호하기로 결정했다. 그러나 이 당은 자유당보다 도덕적으로 더 보수적이고, 전투적으로 반공주의적이며, 사회적으로 동정적이었다. DLP는 1974년 연방 선거에서 크게 패배하여 주요 득표율이 거의 3분의 2로 줄어들었고 ALP 정부가 집권하게 되었다.
DLP는 이후 선거에서 이전 지지를 회복하지 못하고 1978년에 공식적으로 해산되었지만, 당 내의 소수 그룹은 이 결정을 받아들이기를 거부하고 작지만 개혁된 후계 정당(현재의 민주노동당)을 창설했다. 2006년에는 새로운 DLP가 부활을 경험했다. 후계 정당은 수십 년간 빅토리아주 선거에서 고전하다가 빅토리아주 상원이 재편되면서 마침내 의회 의석을 얻었다. 그럼에도 불구하고 빅토리아주에서 그들의 선거 지지는 여전히 미미하다(약 2%). 최근 퀸즐랜드와 뉴사우스웨일스주에서 주 당을 재편했다. 2010년 호주 연방 선거에서 DLP는 빅토리아주에서 6번째 상원 의석을 얻어 오스트레일리아 상원에 의석을 확보했다.
이전의 기독교민주당은 처음에는 "호주에 대한 부름 (프레드 나일) 그룹"으로 알려졌으며, 호주에서 강력한 종교 보수 정당이었다. 이 당은 캐나다의 기독교유산당 및 뉴질랜드 기독교유산당과 유사한 기독교 우파 정당이다. 2011년 기독교민주당(CDP)의 빅토리아주와 서호주 지부는 새로운 정당인 오스트레일리아 기독교인을 결성하기로 투표했으며, 이전 기독교민주당은 2022년에 지배 구조 문제로 해산되었고, 그 지도자 프레드 나일은 새로운 정당인 "정부 내 그리스도인 (프레드 나일 동맹)"으로 옮겨갔다.

### 북아메리카
역사적으로 미국에는 주요 기독교 민주주의 운동이 없었다. 이는 잠재적으로 미국 내 양당 체제의 결과이다. 그러나 유럽 기독교 민주주의자들에게 미국은 기독교와 민주주의가 어떻게 함께 작동할 수 있는지에 대한 영감의 원천이었다. 실제로 자크 마리탱에게 미국은 기독교 민주주의 이상이 실현된 곳이었다. 따라서 인베르니치 아체티는 "기독교 민주주의자들 자신의 관점에서 볼 때, 미국은 이미 기독교 민주주의였기 때문에 기독교 민주주의 정당이나 운동이 필요 없었다"고 주장했다. 그러나 미국에는 일부 기독교 민주주의 그룹이 있었다. 영국 "People and Freedom Group"의 영향을 받아 미국 가톨릭 신자들은 미국 도시에서 유사한 그룹을 설립했다. 미국 연대당은 미국에서 기독교 민주주의 정당이라고 자칭하는 소수 제3정당이다. 미국에 본부를 둔 Center for Public Justice는 "기독교 세계관의 원칙을 정치 영역에 적용하기"를 원하는 기독교 민주주의 공공 정책 조직이다.
가톨릭 정치인 빌과 헤더 스틸웰뿐만 아니라 개혁주의 정치인 에드와 오드리 반부덴베르그가 창립한 캐나다 기독교유산당의 강령은 기독교 민주주의 정치 이념과 공명한다.
아시아
대한민국
기독교가 주요 종교가 아닌 동아시아에서는 기독교 민주주의 운동이 만연하지 않지만, 동아시아에서 기독교가 주요 종교인 유일한 국가인 대한민국의 자유주의 정당들은 기독교 민주주의적 경향을 띠는 경향이 있다. 대한민국 주요 자유주의 정당인 더불어민주당은 보편적 복지국가 건설을 지지한다. 그러나 기독교의 영향으로 사회 문제에 대해서는 보수적인 경향을 보인다. 더불어민주당은 차별금지법, 동성혼, 시민결합, 낙태에 반대한다.
일부 연구자들은 더불어민주당의 정치적 스펙트럼 위치를 기독교 민주주의의 우파로 보며, 특히 더불어민주당이 "중도우파인 독일 독일 기독교민주연합(CDU)보다 [경제적으로나 사회적으로] 더 보수적"이라고 말한다. 더불어민주당의 성소수자 정책은 CDU보다 더 보수적이다. 이 때문에 일부 좌파 연구자들은 이 당을 서유럽 보수 정당보다 더 우익으로 분류하기도 한다. 또한, 이해찬, 문재인, 이재명과 같은 더불어민주당의 많은 구성원들은 당의 사실상 정체성을 '진정한 보수', '온건 보수' 또는 '중도우파'로 정의한다. 문재인은 '1219 끝이 시작이다'라는 제목의 저서에서 "중도우파적 성격의 정치 세력이 좌파라고 공격받는 것은 오직 한국만의 후진적인 정치 현실일 뿐"이라고 썼다.

## 같이 보기
- 기독교민주당
- 자유보수주의
- 사회보수주의
- 경제적 진보주의